# Funzioni di Debye
In matematica, le funzioni di Debye sono una classe di funzioni speciali definite come
{\displaystyle D_{n}(x)={\frac {n}{x^{n}}}\int _{0}^{x}{\frac {t^{n}}{e^{t}-1}}dt.}
Prendono il nome da Peter Debye, che le ha per primo introdotte (per {\displaystyle n=3}) nel 1912 durante i suoi studi sulla capacità termica dei solidi.